# Ahvensaaret
Ahvensaaret är en ö i Finland. Den ligger i sjön Puruvesi och i kommunen Nyslott i den ekonomiska regionen  Nyslott  och landskapet Södra Savolax, i den sydöstra delen av landet, 300 km nordost om huvudstaden Helsingfors. Öns area är 2 hektar och dess största längd är 320 meter i öst-västlig riktning.  Notera att namnet antyder att det är fråga om flera öar.